# Astragalus schmolliae
Astragalus schmolliae är en ärtväxtart som beskrevs av C.L.Porter. Astragalus schmolliae ingår i släktet vedlar, och familjen ärtväxter. Inga underarter finns listade i Catalogue of Life.